# The Carnival Bizarre
The Carnival Bizarre är det brittiska doom metal-bandet Cathedrals tredje studioalbum, utgivet 1995 på Earache Records.

## Låtförteckning
1. "Vampire Sun" - 4:06
2. "Hopkins (The Witchfinder General)" - 5:18
3. "Utopian Blaster" - 5:41
4. "Night of the Seagulls" - 7:00
5. "Carnival Bizarre" - 8:35
6. "Inertias' Cave" - 6:39
7. "Fangalactic Supergoria" - 5:54
8. "Blue Light" - 3:27
9. "Palace of Fallen Majesty" - 7:43
10. "Electric Grave" - 8:25
11. "Karmacopia" - 5:06 (bonusspår på den japanska utgåvan)

## Musiker
- Lee Dorrian - sång
- Garry Jennings - gitarr
- Leo Smee - elbas
- Brian Dixon - trummor
- Tony Iommi - gitarr på "Utopian Blaster"